# Cataulacus weissi
Cataulacus weissi är en myrart som beskrevs av Santschi 1913. Cataulacus weissi ingår i släktet Cataulacus och familjen myror. Inga underarter finns listade.